# Lampung
Lampung este o provincie din Indonezia.